# جهواز
 جهواز  بالفارسية ( روستاى جهواز)
قرية صغيرة، تـتبع البلدة المركزية (القابندية) (بالفارسية: بخش مرکزی شهرستان گاوبندی (پارسيان) )، في محافظة هرمزگان في جنوب إيران. تقع القرية على بعد 8 كيلومترات غرب قرية هشنيز، من أسمائها القديمة (جاه باز).

## حدود قرية جهواز
حدود قرية جهواز: من الشمال: جبل، ومن الجنوب مقام (لنجة) ، ومن الغرب قرية بهدشت، ومن الشرق تنتهي بقرية هشنيز .

## السكان
يبلغ عدد سكان هذه القرية حسب تعداد السكان لعام 2006 للميلاد، 572 نسمه تشكل (45عائلة)
سكان هذه القرية من الأصول العربية ويتكلموناللغتي العربية والفارسية، لهم عدة مساجد، ومدرسة، وعيادة صحية صغيرة، وبركتان لحفظ مياه الأمطار، يقوم السكان بالتجارة و الزراعة ، و تربية المواشي والأغنام. ولديهم 400 نخلة مثمرة.